# Райгородок (Казахстан)
Райгородо́к (каз. Райгородок) — село у складі Бурабайського району Акмолинської області Казахстану. Входить до складу Успеноюр'євського сільського округу.
Населення — 110 осіб (2021; 144 у 2009, 168 у 1999, 218 у 1989).
Національний склад станом на 1989 рік:
- росіяни — 50 %;
- українці — 22 %.